# Konteelhtc-kiiyaahaang
Konteelhtc-kiiyaahaang, ili Little Valley banda, banda Kato Indijanaca, porodica Athapaskan iz sjeverozapadne Kalifornije u Little Valley dolini i dolini Ten Mile Creeka, sjeverno od Long Valleya, uključujući i sela s ušća Streeter i Lewis Creeka. 
Konteelhtc-kiiyaahaang su imali šest sela, to su: Chilhsaitcding, "Dry Tree Place"; Lhit'aanchii', "Smoke Lies Creek-mouth"; Nooniitcing-uu'aanchii', "Bear's Den Creek-mouth"; Saak'eenins'anding, "Spoon? Hillside Place"; Saak'eenins'anchinee'ding, "Base of Spoon? Hillside Place"; i Seeyeeh-ntcee'tcding, "Poor Rock Shelter Place". 

## Vanjske poveznice
- Cahto Band Names